# 有吉之壁
《有吉之壁》是日本電視台系列播出的綜藝節目。為有吉弘行的冠名節目。节目名意为“引领下一代的年轻搞笑艺人挑战有吉准备的‘笑墙’，越过墙成长为艺人”。
2015年4月7日至2020年1月5日間為深夜不定期特別節目，共播出13集。2020年4月8日起常规化，每週三19:00~19:56（JST）播出。

## 主要單元

### 跨越一般人的牆壁! 有趣「某某」人選手權
特別節目時期開始的主要單元，「某某」會代入外景錄製所在的景點名稱。首次登場的藝人基本上是先參加這個單元。內容是搞笑藝人會潛伏在景點的各處偽裝成一般人，當主持人散步抵達時，當場演出即興短劇（但演出的藝人其實在事前就已經先參訪過景點構思短劇）

### 跨越流行語大賞的牆壁！爆紅藝人選手權
由藝人所構思「可能會爆紅的新角色」，在攝影棚內發表的單元。巧克力星球最有人氣角色之一的「TT兄弟」即是在特別節目時期此單元誕生

### 跨越熱門話題的牆壁！爆紅歌手選手權
「爆紅藝人選手權」的歌手版本

## 历代优胜者

### 特别节目时期
| 回     | 最高得分                              |
| ------ | ------------------------------------- |
| 第1回  | オカリナ（小菜俱乐部）                |
| 第2回  | 敬志（Trendy Angel）                  |
| 第3回  | 敬志（Trendy Angel）                  |
| 第4回  | 小宮浩信（三四郎）                    |
| 第5回  | 次郎（喜送奴）                        |
| 第6回  | 松尾駿（巧克力星球）                  |
| 第7回  | 总之很开朗的安村                      |
| 第8回  | 中冈创一（Lotti）                     |
| 第9回  | Panther                               |
| 第10回 | 巧克力星球                            |
| 第11回 | 喜送奴                                |
| 第12回 | 总之很开朗的安村・尾形貴弘（Panther） |
| 第13回 | 小野まじめ（Cool Poko）               |

### 常规播出
| 回     | 优胜者     | 分数排名 |
| ------ | ---------- | --- |
| 2020年 | Panther    | 1位・Panther（67分/101个梗） 2位・巧克力星球（64分/74个梗） 3位・喜送奴（63分/78个梗） 4位・四千頭身（54分/72个梗） 5位・花子（53分/67个梗）                     |
| 2021年 | 巧克力星球 | 1位・巧克力星球（126分/170个梗） 2位・Panther（125分/196个梗） 3位・喜送奴（101分/136个梗） 4位・汤姆·布朗（85分/126个梗） 5位・总之很开朗的安村（78分/134个梗） |
| 2022年 | 时光机3号  | 1位・巧克力星球（123分） 2位・魔法可爱（104分） 3位・喜送奴（98分） 4位・Panther（89分） 5位・Papa（75分）                                                       |

## 外部連結
- 有吉之壁官方網站 （页面存档备份，存于）
- YouTube上的有吉之壁頻道